# ایوین بلک
ایوین بلک (دانمارکی: Ejvind Blach; ۳۱ دسامبر ۱۸۹۵ – ۱ اکتبر ۱۹۷۲) بازیکن هاکی روی چمن اهل دانمارک بود.